# Severokavkazský federální okruh
Severokavkazský federální okruh Ruské federace (rusky Северо-Кавказский федеральный округ Российской Федерации) je jedním z 8 federálních okruhů Ruska. Zaujímá jižní část Ruska, respektive většinu území Předkavkazska. Okruh vznikl 19. ledna 2010 vyčleněním z Jižního federálního okruhu. Sídlem správy je Pjatigorsk.

## Podřízené subjekty
- Republiky:
  - Čečenská
  - Dagestánská
  - Ingušská
  - Kabardsko-balkarská
  - Karačajsko-čerkeská
  - Severoosetská
- Kraje:
  - Stavropolský